# Cyril Abidi
Cyril Abidi (Marsiglia, 25 febbraio 1976) è un kickboxer e artista marziale misto francese di origini tunisine.
Soprannominato "Marseille Bad Boy", è salito alla ribalta nel 2000 quando ha sconfitto Peter Aerts.